# Frequenza respiratoria
| Età         | Frequenza respiratoria normale (atti per minuto) |
| ----------- | ------------------------------------------------ |
| Neonati     | 30/ 60                                           |
| Bambini     | 21-30                                            |
| Adolescenti | 18-24                                            |
| Adulti      | 12-20                                            |

La frequenza respiratoria indica il numero di atti respiratori compiuti in un minuto.

## Descrizione
Ogni atto respiratorio, meglio sarebbe classificarlo come atto ventilatorio, è composto da:
- Fase inspiratoria, è generata dall'attività dei muscoli respiratori che partecipano all'espansione della gabbia toracica
- Fase espiratoria, è normalmente, passiva lasciando che la gabbia toracica ritorni alle dimensioni di partenza grazie all'energia elastica accumulata durante l'inspirazione

Nel respiro spontaneo di un soggetto normale le fasi inspiratorie durano la metà del tempo delle fasi espiratorie.

## Fisiologia
Il numero di atti respiratori in una persona sana è correlato sia all'età, sia all'eventuale attività fisica svolta nel momento della misurazione
La frequenza respiratoria è strettamente legata alla frequenza cardiaca, se essa sale, per un'intensa attività fisica del soggetto, anche la frequenza respiratoria sale per aumentare la ventilazione polmonare e soddisfare il fabbisogno di ossigeno e facilitare l'espulsione del biossido di carbonio.
Al contrario un soggetto in apnea registrerà un abbassamento della frequenza cardiaca.

## Fisiopatologia
La frequenza respiratoria è governata dai centri della respirazione situati nelle zone del bulbo e del ponte, nel tronco cerebrale.
Il numero di atti respiratori al minuto è importante per la modificazione del pH sanguigno, infatti in uno stato di acidosi metabolica avremo una frequenza respiratoria più alta, mentre se è più bassa può significare che il soggetto è in uno stato di alcalosi metabolica.